# 환 달린 공간
수학에서 환 달린 공간(環달린空間, 영어: ringed space)은 간단히 말하면 각 열린집합마다 가환환이 달려 있어서, 그 환의 각 원소들을 열린집합 위의 일종의 함수로 볼 수 있는 공간이다. 이는 해석학 전반에서 널리 쓰이는 개념이며, 대수기하학에서 스킴을 정의하기 위해서도 사용된다.

## 정의
환 달린 공간 {\displaystyle (X,{\mathcal {O}}_{X})}은 위상 공간 {\displaystyle X}와 그 위의 가환환의 층 {\displaystyle {\mathcal {O}}_{X}}의 순서쌍이다. {\displaystyle {\mathcal {O}}_{X}}를 {\displaystyle X}의 구조층(構造層, 영어: structure sheaf)라고 한다.
두 환 달린 공간 {\displaystyle (X,{\mathcal {O}}_{X})}, {\displaystyle (Y,{\mathcal {O}}_{Y})} 사이의 사상(寫像, 영어: morphism of ringed spaces) {\displaystyle (f,f^{\#})}은 다음과 같은 순서쌍이다.
- {\displaystyle f\colon X\to Y}는 연속 함수이다.
- {\displaystyle f^{\#}\colon {\mathcal {O}}_{Y}\to f_{*}{\mathcal {O}}_{X}}는 가환환의 층의 사상이다. 구체적으로, {\displaystyle X}의 각 열린집합 {\displaystyle U\subseteq X}에 대하여, {\displaystyle f_{U}^{\#}\colon O_{Y}(U)\to O_{X}(f^{-1}(U))}는 환 준동형이며, 이는 제한 사상과 호환되어야 한다.

### 국소환 달린 공간
국소환 달린 공간(局所環달린空間, 영어: locally ringed space)은 구조층의 모든 줄기가 국소환인 환 달린 공간이다. (각 열린집합 {\displaystyle U}에 대해 {\displaystyle {\mathcal {O}}_{X}(U)}가 국소환일 필요는 없다.)
두 국소환 달린 공간 사이의 사상(寫像, 영어: morphism of locally ringed spaces) {\displaystyle (f,f^{\#})\colon (X,{\mathcal {O}}_{X})\to (Y,{\mathcal {O}}_{Y})}은 다음과 같은 환 달린 공간의 사상이다.
- 임의의 {\displaystyle x\in X}에 대하여, {\displaystyle f^{\#}}로 인하여 유도되는 줄기 사이의 환 준동형 {\displaystyle {\mathcal {O}}_{Y,f(x)}\to {\mathcal {O}}_{X,x}} 아래, {\displaystyle {\mathcal {O}}_{X,x}}의 유일한 극대 아이디얼의 원상은 {\displaystyle {\mathcal {O}}_{Y,f(x)}}의 유일한 극대 아이디얼과 같다.

### 열린 몰입
환 달린 공간 사상 {\displaystyle (f,f^{\#})\colon (X,{\mathcal {O}}_{X})\to (Y,{\mathcal {O}}_{Y})}이 다음 조건들을 모두 만족시킨다면, 이를 열린 몰입(영어: open immersion)이라고 한다.
- {\displaystyle f}의 치역 {\displaystyle f(X)}은 열린집합이며, {\displaystyle f}는 치역으로의 위상 동형을 정의한다.
- {\displaystyle f^{\#}\colon {\mathcal {O}}_{Y}\to f_{*}{\mathcal {O}}_{X}}이 층의 동형 사상 {\displaystyle {\mathcal {O}}_{Y}|_{f(X)}\to f_{*}{\mathcal {O}}_{X}}을 유도한다.

환 달린 공간 {\displaystyle (X,{\mathcal {O}}_{X})} 및 {\displaystyle X}의 열린집합 {\displaystyle U\subseteq X}가 주어졌을 때, {\displaystyle (U,{\mathcal {O}}_{X}|_{U})}는 환 달린 공간을 이루며, 자연스러운 포함 사상 {\displaystyle (U,{\mathcal {O}}_{X}|_{U})\to (X,{\mathcal {O}}_{X})}은 열린 몰입을 이룬다. 만약 {\displaystyle (X,{\mathcal {O}}_{X})}가 국소환 달린 공간이라면 {\displaystyle (U,{\mathcal {O}}_{X}|_{U})} 역시 국소환 달린 공간이며, 포함 사상은 국소환 달린 사상을 이룬다.
모든 열린 몰입은 이러한 꼴의 사상과 동형이다. 즉, 열린 몰입은 그 치역에 따라 결정된다.

### 닫힌 몰입
환 달린 공간 사상 {\displaystyle (f,f^{\#})\colon (X,{\mathcal {O}}_{X})\to (Y,{\mathcal {O}}_{Y})}이 다음 조건들을 모두 만족시킨다면, 이를 닫힌 몰입(영어: closed immersion)이라고 한다.
- {\displaystyle f}의 치역은 닫힌집합이며, {\displaystyle f}는 치역으로의 위상 동형을 정의한다.
- {\displaystyle f^{\#}\colon {\mathcal {O}}_{Y}\to f_{*}{\mathcal {O}}_{X}}는 가환환 값의 층의 전사 사상이다. 즉, 모든 줄기 사상 {\displaystyle {\mathcal {O}}_{Y,f(x)}\to {\mathcal {O}}_{X,x}}은 전사 함수이다.

환 달린 공간 {\displaystyle (X,{\mathcal {O}}_{X})} 위의 아이디얼 층 {\displaystyle {\mathcal {I}}\subseteq {\mathcal {O}}_{X}}이 주어졌다고 하자. 그렇다면, 그 지지 집합 {\displaystyle \operatorname {supp} {\mathcal {I}}\subseteq X}은 닫힌집합이다. {\displaystyle \operatorname {supp} {\mathcal {I}}\subseteq X} 위의 몫층 {\displaystyle {\mathcal {O}}_{X}/{\mathcal {I}}}을 정의할 수 있으며, {\displaystyle (\operatorname {supp} {\mathcal {I}},{\mathcal {O}}_{X}/{\mathcal {I}})\to ({\mathcal {X}},{\mathcal {O}}_{X})}는 닫힌 몰입을 이룬다. 만약 {\displaystyle (X,{\mathcal {O}}_{X})}가 국소환 달린 공간이라면 {\displaystyle (\operatorname {supp} {\mathcal {I}},{\mathcal {O}}_{X}/{\mathcal {I}})} 역시 국소환 달린 공간이며, 포함 사상은 국소환 달린 사상을 이룬다.
모든 닫힌 몰입은 이러한 꼴의 사상과 동형이다. 즉, 닫힌 몰입은 그 아이디얼 층에 따라 결정된다. 이름과 달리, 닫힌 몰입은 그 지지 집합인 닫힌집합에 의하여 결정되지 않는다.

## 성질
다음과 같은 포함 관계가 성립한다.
환 달린 공간 ⊋ 국소환 달린 공간 ⊋ 스킴 ⊋ 아핀 스킴

### 범주론적 성질
환 달린 공간의 범주 {\displaystyle \operatorname {RingSp} }와 국소환 달린 공간의 범주 {\displaystyle \operatorname {LocRingSp} }는 둘 다 완비 범주이자 쌍대 완비 범주이다.
{\displaystyle \operatorname {LocRingSp} }는 {\displaystyle \operatorname {RingSp} }의 충만한 부분 범주가 아니지만, 쌍대 반사 부분 범주이다. 즉, 포함 함자
{\displaystyle \operatorname {LocRingSp} \hookrightarrow \operatorname {RingSp} }
는 오른쪽 수반 함자를 가진다.:Corollary 6

## 예
모든 스킴은 국소환 달린 공간이다.
국소 유클리드 공간 {\displaystyle M} 위에 실수 값의 연속 함수의 층 {\displaystyle {\mathcal {C}}^{0}(M;\mathbb {R} )}을 부여한다면, {\displaystyle (M,{\mathcal {C}}^{0}(M;\mathbb {R} ))}은 국소환 달린 공간을 이룬다.
마찬가지로, 매끄러운 다양체 {\displaystyle M} 위에 실수 값의 매끄러운 함수의 층 {\displaystyle {\mathcal {C}}^{\infty }(M;\mathbb {R} )}을 부여한다면, {\displaystyle (M,{\mathcal {C}}^{\infty }(M;\mathbb {R} ))}은 국소환 달린 공간을 이룬다.
마찬가지로, 복소다양체 {\displaystyle M} 위에 복소수 값의 정칙 함수의 층 {\displaystyle {\mathcal {O}}_{M}}을 부여한다면, {\displaystyle (M,{\mathcal {O}}_{M})}은 국소환 달린 공간을 이룬다.